# 미국의 빵 목록

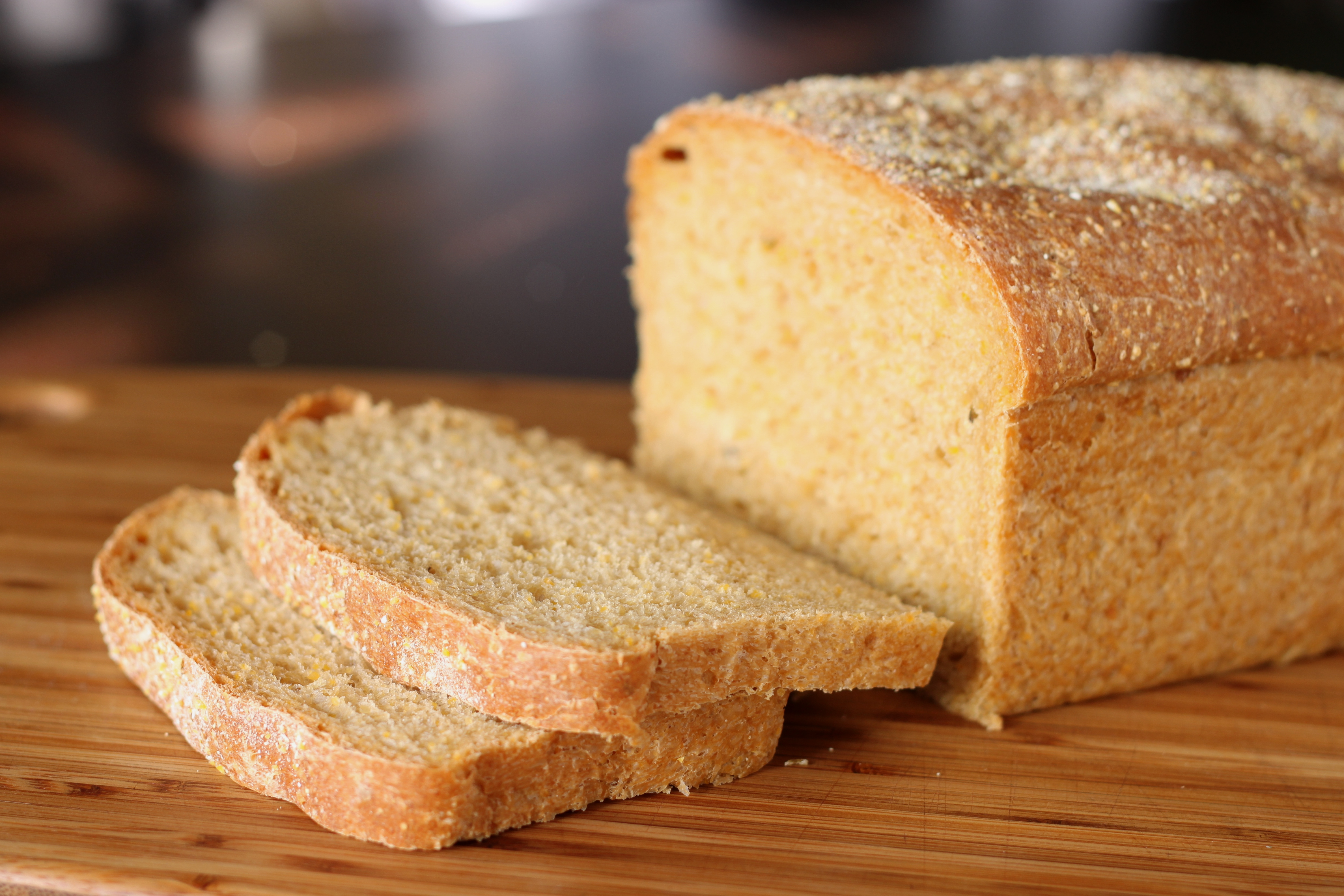
아나다마빵

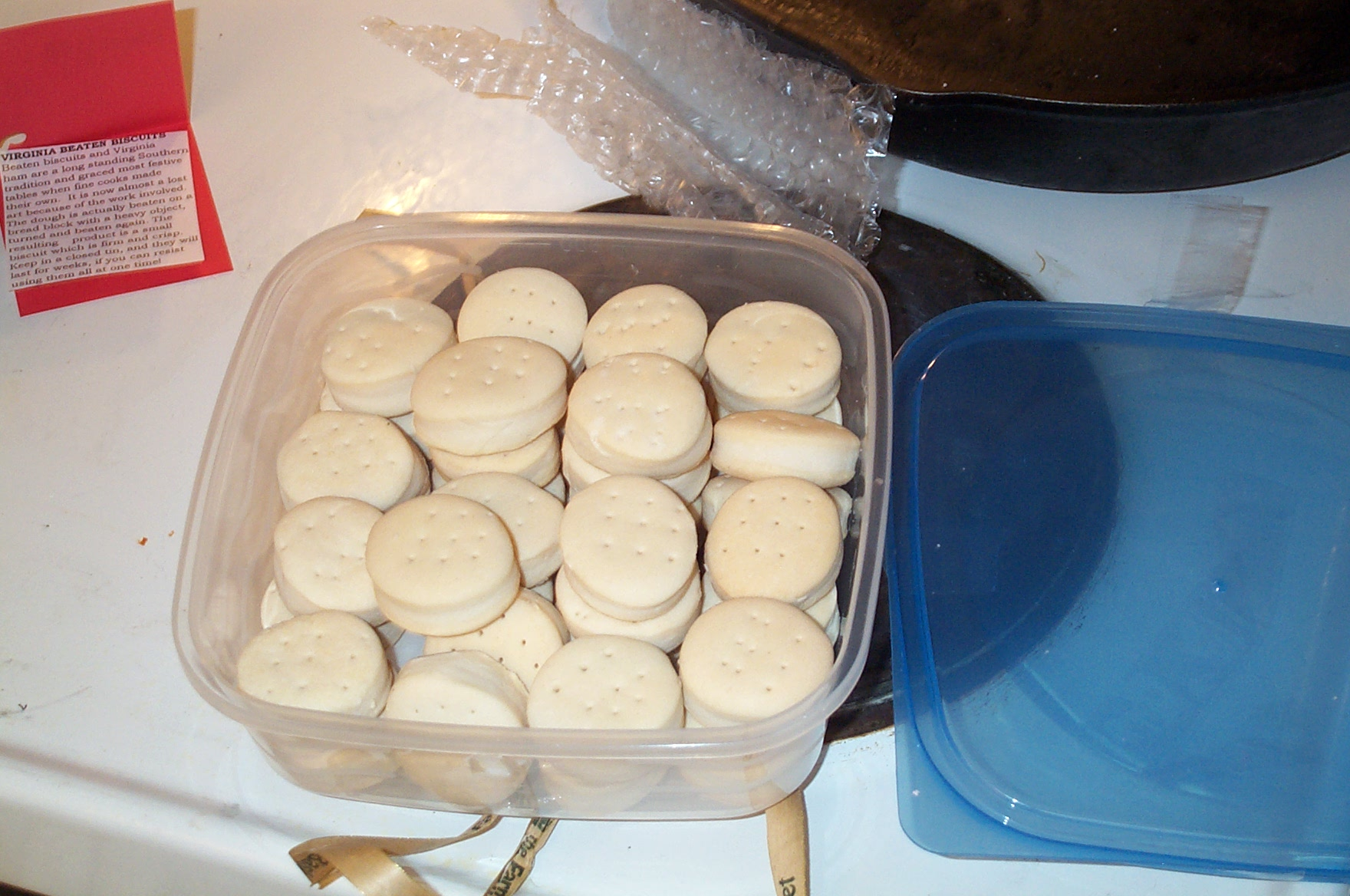
비튼 비스킷

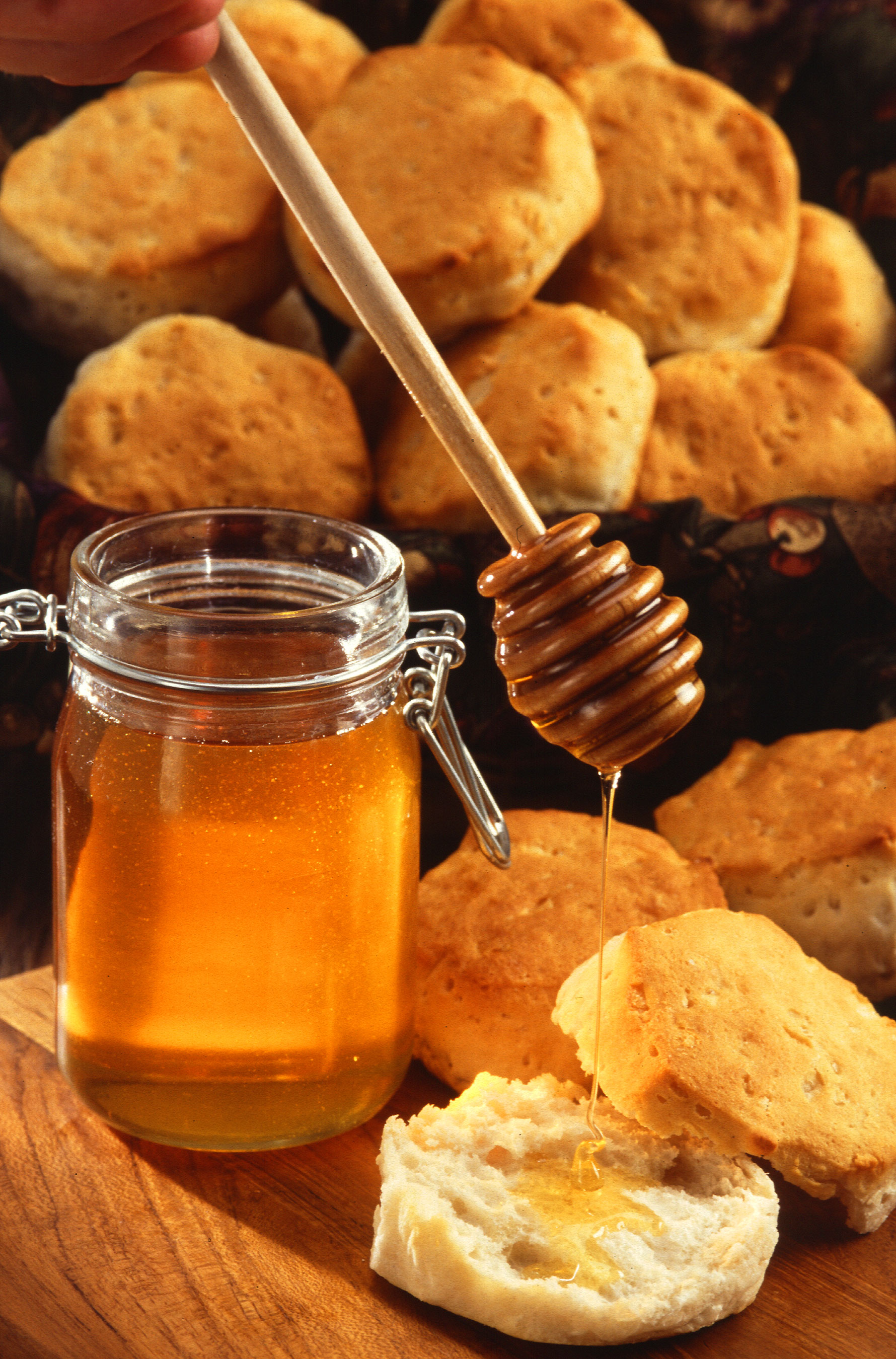
미국식 비스킷과 꿀

이 목록은 미국에서 만들어진 빵의 목록이다. 빵은 밀가루와 물로 만들어진 반죽을 굽는 작업을 통해 만들어지며 이 중 많은 빵들이 미국을 원산지로 하고 있다. 아나다마빵, 콘브레드 등 미국의 빵은 종류도 다양하다.
미국의 빵은 지역에 따라 미국 북부의 빵과 미국 남부의 빵으로 나눌 수 있다. 북부의 빵들은 주로 뉴잉글랜드 지방에서 생산되는데 조니케이크와 아나다마빵이 그 중 대표적이다. 북부의 빵은 특유의 단 맛이 특징이다. 텍사스 토스트나 콘브레드와 같은 미국 남부 지역의 빵들은 텍사스주가 시작인 경우가 많은데 북부의 빵보다 단 맛이 약한 것이 특징이다. 배넉이나 비스킷과 같은 일부 미국 빵들은 영국을 원산지로 하고 있는 경우도 있다.

## 목록
- 아나다마빵 - 주요한 북부의 빵 중 하나이며 식빵과 비슷한 모양새를 갖추고 있으나 모양은 다양하다.
- 바나나빵 - 1930년대에 베이킹 소다와 베이킹파우더가 대중화되면서 유명해진 미국 빵이다. 1933년에 요리책 〈균형 잡힌 레시피〉에 처음으로 등장하였다.[1]
- 비튼 비스킷 - 딱딱한 질감을 가지고 있는 남부 빵이다. 비스킷의 종류라고 할 수 있으나 일반적으로 부드러운 미국의 비스킷보다는 영국의 비스킷이나 하드택에 더욱 가깝다.[2]
- 비스킷 - 미국과 캐나다의 일부에서 제공되며 우리가 흔히 알고 있는 딱딱한 비스킷과는 달리 매우 부드럽다.
- 콘브레드 - 옥수수가 주식이었던 남부 사람들에게 애용된 빵이다. 옥수수가 들어간다는 것이 가장 큰 특징이며 원주민 시기부터 존재해왔다.
- 쿠바빵 - 바게트와 비슷하게 길쭉한 모양을 가지고 있는 빵이다. 바게트를 포함해 여러 빵들과 비슷하지만 조리법의 차이가 존재한다.
- 텍사스 토스트 - 다른 식빵과 비슷한 형태를 지니고 있지만 제공될 때 일반 식빵의 두배 두께로 잘라서 제공하는 관습이 있다.
- 팝오버
- 솔트라이징 브레드

## 같이 보기
- 미국 요리
- 빵 목록